# Latvijas kauss 2015-2016
La Coppa di Lettonia 2015-2016 (in lettone Latvijas kauss) è stata la 74ª edizione del torneo, che si gioca a eliminazione diretta. È iniziata l'8 giugno 2015 e si è conclusa il 22 maggio 2016 con la finale. Lo Jelgava ha vinto la coppa per la terza edizione consecutiva.

## Primo turno
Il 29 maggio 2015 si è tenuto il sorteggio degli accoppiamenti per il primo turno. Alla prima fase partecipano 14 squadre appartenenti alla 2. Līga, il terzo livello del campionato lettone di calcio.
| Squadra 1      | Risultato | Squadra 2            |
| -------------- | --------- | -------------------- |
| 8 giugno 2015  |           |                      |
| Babīte         | 3 – 1     | FK Ādaži             |
| Dobele         | 1 – 0     | Alberts FK           |
| 9 giugno 2015  |           |                      |
| Kuldīga        | 3 – 1     | FK Nīca              |
| 10 giugno 2015 |           |                      |
| FK Lielupe     | 2 – 1     | FK Priekuļi          |
| 13 giugno 2015 |           |                      |
| Rīga United    | Canc.     | Rīnūži               |
| 15 giugno 2015 |           |                      |
| Grobiņa        | Canc.     | SK Super Nova        |
| 22 giugno 2015 |           |                      |
| Ludzas NSS     | 1 – 4     | SK Kalnciema līderis |

## Secondo turno
Il 19 giugno 2015 si è tenuto il sorteggio degli accoppiamenti per il secondo turno. Alle 7 squadre vincenti il primo turno si aggiungono 9 squadre appartenenti alla 2. Līga e 16 squadre appartenenti alla 1. Līga, il secondo livello del campionato lettone di calcio. Per sorteggio il Dobele è stato ammesso direttamente al terzo turno.
| Squadra 1            | Risultato       | Squadra 2     |
| -------------------- | --------------- | ------------- |
| Dobele               | [ 5 ]           |               |
| 4 luglio 2015        |                 |               |
| Valmiera             | 7 – 0           | FK Lielupe    |
| SK Kalnciema līderis | Canc.           | Ogre          |
| FK Bandava           | 0 – 3           | Salaspils     |
| RFS Riga             | 10 – 0          | Grobiņa       |
| Caramba Rīga         | 5 – 0           | Saldus        |
| Auda Ķekava          | 1 – 0           | FK Lāčplēsis  |
| JFC Dobele           | 0 – 6           | FK Compact.lv |
| Preiļu               | 4 – 0           | Kuldīga       |
| Staiceles Bebri      | 1 – 3           | JDFS Alberts  |
| Upesciems            | 6 – 1           | FK Fortuna    |
| 5 luglio 2015        |                 |               |
| Jēkabpils/JSC        | 1 – 1 (4-2 dtr) | Rīga United   |
| Monarhs/Flaminko     | 7 – 1           | Balvu SC      |
| 7 luglio 2015        |                 |               |
| Rēzeknes BJSS        | Canc.           | Marienburg    |
| 8 luglio 2015        |                 |               |
| Tukums 2000          | 2 – 5           | Olaine        |
| Babīte               | 3 – 1           | Smiltene      |

## Terzo turno
L'8 luglio 2015 si è tenuto il sorteggio per il terzo turno, a cui accedono le 16 squadre vincenti il secondo turno.
| Squadra 1        | Risultato | Squadra 2            |
| ---------------- | --------- | -------------------- |
| 11 luglio 2015   |           |                      |
| FK Compact.lv    | 2 – 5     | Preiļu               |
| Salaspils        | 3 – 0     | Upesciems            |
| RFS Riga         | 2 – 3     | Caramba Rīga         |
| Olaine           | 0 – 1     | Babīte               |
| 12 luglio 2015   |           |                      |
| Monarhs/Flaminko | 1 – 3     | Auda Ķekava          |
| Valmiera         | 10 – 1    | SK Kalnciema līderis |
| Rēzeknes BJSS    | 2 – 1     | Jēkabpils/JSC        |
| 13 luglio 2015   |           |                      |
| JDFS Alberts     | 8 – 1     | Dobele               |

## Ottavi di finale
Il 13 luglio 2015 si è tenuto il sorteggio per gli ottavi di finale, a cui accedono le 8 squadre vincenti il terzo turno e le 7 squadre partecipanti alla Virslīga 2015. Poiché il Gulbene si è ritirato dalla Virslīga, l'SK Babīte è ammesso direttamente ai quarti di finale.
| Squadra 1         | Risultato | Squadra 2        |
| ----------------- | --------- | ---------------- |
| Babīte            | [ 9 ]     |                  |
| 18 luglio 2015    |           |                  |
| Valmiera          | 0 – 2     | BFC Daugavpils   |
| Rēzeknes BJSS     | 0 – 4     | Metta/LU         |
| Salaspils         | 0 – 4     | Liepāja          |
| 19 luglio 2015    |           |                  |
| JDFS Alberts      | 0 – 4     | Skonto           |
| 29 luglio 2015    |           |                  |
| Auda Ķekava       | 0 – 7     | Ventspils        |
| 5 agosto 2015     |           |                  |
| Preiļu            | 1 – 6     | Spartaks Jūrmala |
| 16 settembre 2015 |           |                  |
| Caramba Rīga      | 0 – 1     | Jelgava          |

## Quarti di finale
Il sorteggio per gli accoppiamenti dei quarti di finale e delle semifinali si è tenuto il 4 marzo 2016.
| Squadra 1        | Risultato | Squadra 2      |
| ---------------- | --------- | -------------- |
| 9 aprile 2016    |           |                |
| Ventspils        | 1 – 0     | Liepāja        |
| Spartaks Jūrmala | 3 – 1     | Skonto         |
| 10 aprile 2016   |           |                |
| Metta/LU         | 0 – 2     | BFC Daugavpils |
| 13 aprile 2016   |           |                |
| Babīte           | 2 – 3     | Jelgava        |

## Semifinali
| Squadra 1                 | Totale | Squadra 2        | Andata | Ritorno |
| ------------------------- | ------ | ---------------- | ------ | ------- |
| 27 aprile / 4 maggio 2016 |        |                  |        |         |
| Jelgava                   | 2 - 1  | Ventspils        | 0 - 1  | 2 - 0   |
| BFC Daugavpils            | 0 - 1  | Spartaks Jūrmala | 0 - 1  | 0 - 1   |

## Finale
| Arbitro: | Aleksandrs Anufrijevs |

|  |           |           |
|  | Marcatori | 20’ Silič |